# John Fillmore Hayford

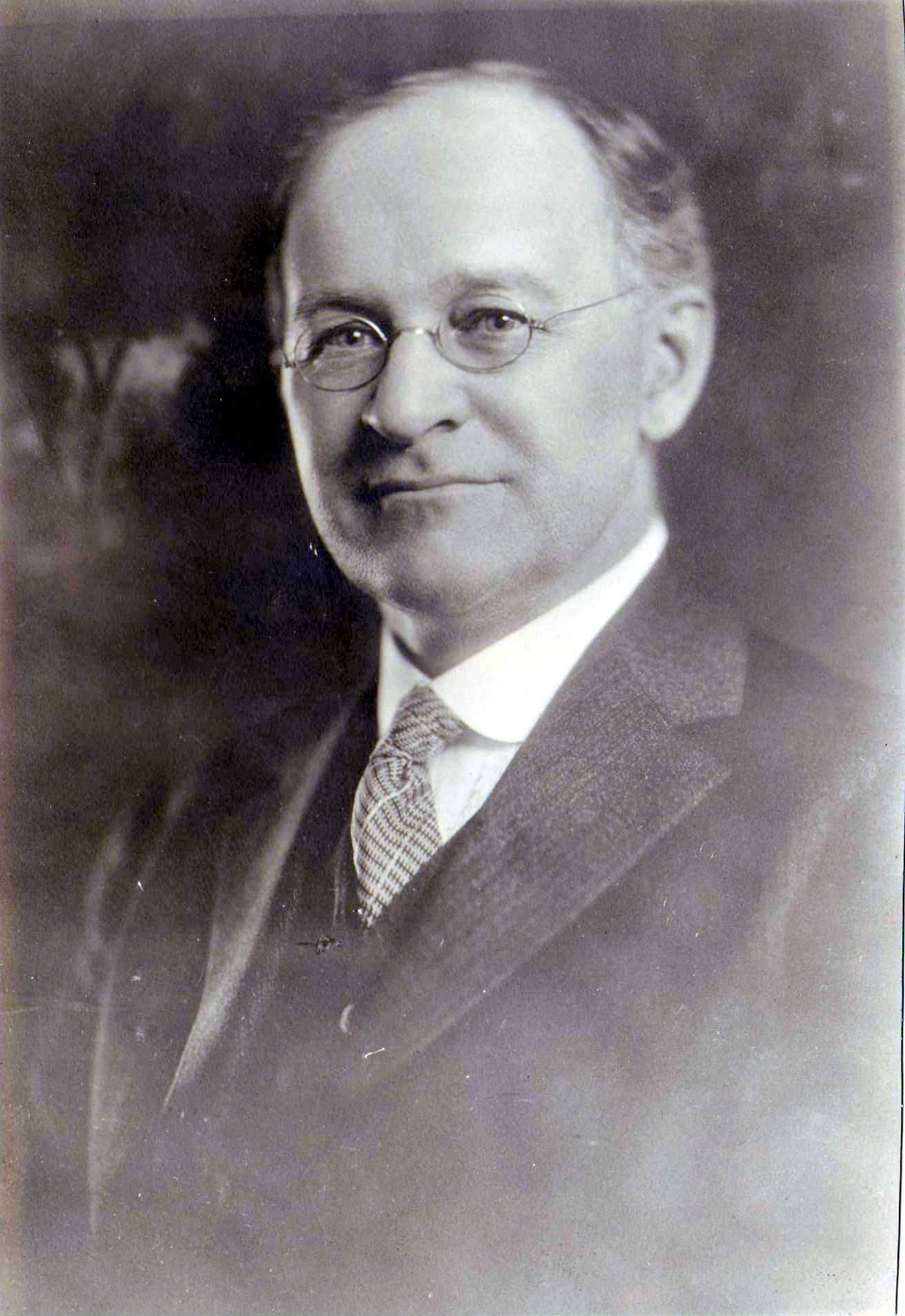
John Fillmore Hayford.

John Fillmore Hayford, född den 19 maj 1868 i Rouses Point, New York, död den 10 mars 1925 i Evanston, Illinois, var en amerikansk geodet. 
Hayford definierade också formen på den referensellipsoid, vanligen kallad Hayford-ellipsoiden.